# .pro
.pro è un dominio di primo livello generico.
Originariamente introdotto per i professionisti di Stati Uniti, Canada, Regno Unito e Germania, nel 2008 il dominio è stato esteso a tutti i professionisti certificati, indipendentemente dal paese di provenienza. Dal 2015 chiunque può registrare un dominio .pro senza necessità di certificazione.